# Torneo Finalización 2022 (Colombia)
El Torneo Finalización 2022 (conocido como Liga BetPlay Dimayor 2022-II por motivos de patrocinio), fue la nonagésima quinta (95.a) edición de la Categoría Primera A del fútbol profesional colombiano, siendo el segundo y último torneo de la temporada 2022. Este inició el 7 de julio y concluyó el 7 de diciembre de 2022.
Deportivo Pereira ganó su primer título de liga en este torneo, derrotando en la final al Independiente Medellín 4:3 por tiros desde el punto penal luego de empatar 1:1 en el partido de ida en Medellín y 0:0 en el partido de vuelta jugado en Pereira.
Al igual que en el Torneo Apertura, se entregó como premio económico al campeón por parte de Conmebol y la Federación Colombiana de Fútbol, la suma de 500 mil dólares (2060 millones COP), lo cual se suma a los 3 millones de dólares (12 500 millones COP) que recibe el equipo al obtener su clasificación a la Fase de grupos de la Copa Libertadores.

## Sistema de juego

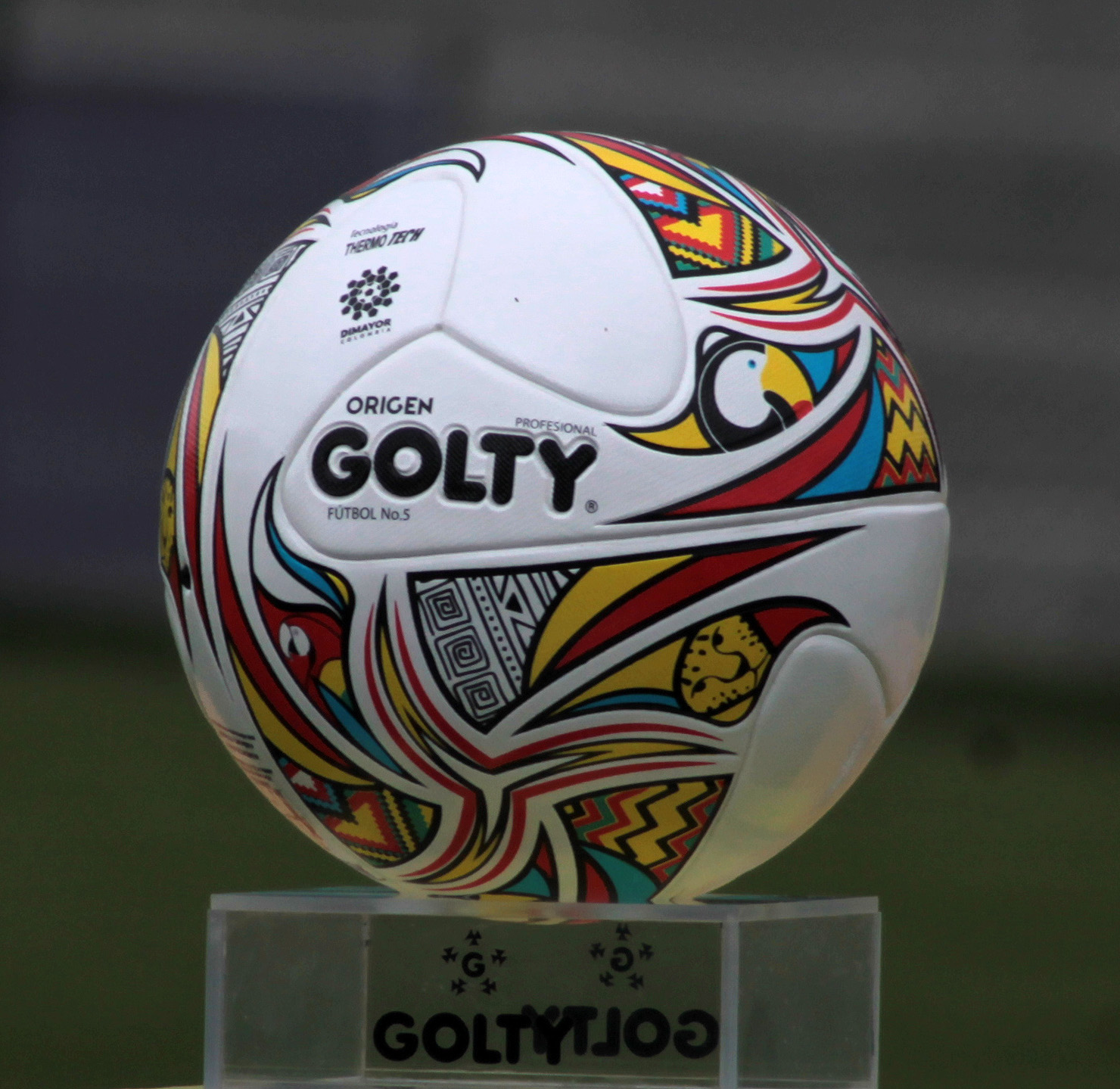
Origen, el balón oficial del fútbol colombiano en la temporada 2022.

El sistema de juego para el Torneo Finalización 2022 se estableció el 17 de diciembre de 2021 en asamblea extraordinaria de la Dimayor y se confirmó el 9 de junio de 2022 en reunión de la Junta de Competencia de la liga. Se jugó en un sistema de tres fases, similar al utilizado en el anterior torneo: en la primera los equipos jugaron 20 fechas todos contra todos, con una fecha de clásicos. Los ocho primeros equipos de la tabla de posiciones al final de las 20 jornadas clasificaron a la siguiente fase (Cuadrangulares semifinales) que consistió en dos grupos de cuatro equipos en los que se disputaron seis fechas de ida y vuelta. Los equipos ganadores de cada cuadrangular clasificaron a la final con partidos de ida y vuelta para definir el campeón del torneo que clasificó a la Copa Libertadores y la Superliga de 2023.

## Equipos participantes

### Datos de los clubes
| Equipo                 | Entrenador               | Ciudad          | Estadio                        | Aforo  |
| ---------------------- | ------------------------ | --------------- | ------------------------------ | ------ |
| Águilas Doradas        | Leonel Álvarez           | Rionegro        | Alberto Grisales               | 14 000 |
| Alianza Petrolera      | Hubert Bodhert           | Barrancabermeja | Daniel Villa Zapata            | 10 400 |
| América de Cali        | Alexandre Guimarães      | Cali            | Olímpico Pascual Guerrero      | 35 400 |
| Atlético Bucaramanga   | Jorge Ramoa (interino)   | Bucaramanga     | Alfonso López                  | 25 000 |
| Atlético Nacional      | Paulo Autuori            | Medellín        | Atanasio Girardot              | 40 940 |
| Cortuluá               | Fernando Velasco         | Tuluá           | Doce de Octubre                | 16 000 |
| Deportes Tolima        | Hernán Torres            | Ibagué          | Manuel Murillo Toro            | 28 100 |
| Deportivo Cali         | Jorge Luis Pinto         | Palmira         | Deportivo Cali                 | 42 000 |
| Deportivo Pasto        | Flabio Torres            | Pasto           | Departamental Libertad         | 18 000 |
| Deportivo Pereira      | Alejandro Restrepo       | Pereira         | Hernán Ramírez Villegas        | 30 290 |
| Envigado F. C.         | Alberto Suárez           | Envigado        | Polideportivo Sur              | 14 000 |
| Independiente Medellín | David González           | Medellín        | Atanasio Girardot              | 40 940 |
| Jaguares               | Alexis Márquez           | Montería        | Jaraguay                       | 12 000 |
| Junior                 | Arturo Reyes             | Barranquilla    | Metropolitano Roberto Meléndez | 46 690 |
| La Equidad             | Alexis García            | Bogotá          | Metropolitano de Techo         | 10 000 |
| Millonarios            | Alberto Gamero           | Bogotá          | Nemesio Camacho El Campín      | 36 340 |
| Once Caldas            | Diego Corredor           | Manizales       | Palogrande                     | 28 678 |
| Patriotas              | Fabián Torres (interino) | Tunja           | La Independencia               | 20 630 |
| Santa Fe               | Alfredo Arias            | Bogotá          | Nemesio Camacho El Campín      | 36 340 |
| Unión Magdalena        | David Ferreira           | Santa Marta     | Sierra Nevada                  | 16 120 |

#### Cambio de entrenadores
| Equipo                 | Entrenador saliente    | Fecha de salida          | Reemplazado por        | Fecha de llegada         |
| Pretemporada           | Pretemporada           | Pretemporada             | Pretemporada           | Pretemporada             |
| ---------------------- | ---------------------- | ------------------------ | ---------------------- | ------------------------ |
| Cortuluá               | Fernando Velasco (E)   | 14 de mayo de 2022       | César Torres           | 24 de mayo de 2022       |
| Jaguares               | César Torres           | 14 de mayo de 2022       | Grigori Méndez         | 27 de mayo de 2022       |
| Deportivo Pereira      | Alexis Márquez         | 14 de mayo de 2022       | Alejandro Restrepo     | 20 de mayo de 2022       |
| Patriotas              | Arturo Boyacá          | 18 de mayo de 2022       | José Eugenio Hernández | 6 de junio de 2022       |
| Santa Fe               | Grigori Méndez         | 19 de mayo de 2022       | Alfredo Arias          | 19 de mayo de 2022       |
| Independiente Medellín | Julio Comesaña         | 17 de junio de 2022      | David González         | 28 de junio de 2022      |
| Deportivo Cali         | Rafael Dudamel         | 1 de julio de 2022       | Mayer Candelo          | 9 de julio de 2022       |
| Temporada              |                        |                          |                        |                          |
| Atlético Nacional      | Hernán Darío Herrera   | 6 de septiembre de 2022  | Paulo Autuori          | 13 de octubre de 2022    |
| Junior                 | Juan Cruz Real         | 11 de septiembre de 2022 | Julio Comesaña         | 11 de septiembre de 2022 |
| Jaguares               | Grigori Méndez         | 13 de septiembre de 2022 | Alexis Márquez         | 13 de septiembre de 2022 |
| Cortuluá               | César Torres           | 18 de septiembre de 2022 | Fernando Velasco       | 19 de septiembre de 2022 |
| Deportivo Cali         | Mayer Candelo          | 22 de septiembre de 2022 | Jorge Luis Pinto       | 1 de octubre de 2022     |
| Patriotas              | José Eugenio Hernández | 30 de septiembre de 2022 | Fabián Torres (E)      | 1 de octubre de 2022     |
| Atlético Bucaramanga   | Armando Osma           | 10 de octubre de 2022    | Jorge Ramoa (E)        | 10 de octubre de 2022    |
| Junior                 | Julio Comesaña         | 17 de noviembre de 2022  | Arturo Reyes           | 18 de noviembre de 2022  |

### Localización
| Antioquia       | 4 | Águilas Doradas, Atlético Nacional, Envigado F. C. e Independiente Medellín | Junior Unión Jaguares Bucaramanga Alianza Medellín Envigado Águilas Doradas Patriotas Caldas Pereira Bogotá · Tolima Cortuluá Cali América Pasto Equipos de Bogotá: · La Equidad · Millonarios · Santa Fe Equipos de Medellín: · Atlético Nacional · Independiente Medellín |
| Bogotá, D. C.   | 3 | La Equidad, Millonarios y Santa Fe                                          | Junior Unión Jaguares Bucaramanga Alianza Medellín Envigado Águilas Doradas Patriotas Caldas Pereira Bogotá · Tolima Cortuluá Cali América Pasto Equipos de Bogotá: · La Equidad · Millonarios · Santa Fe Equipos de Medellín: · Atlético Nacional · Independiente Medellín |
| Valle del Cauca | 3 | América de Cali, Cortuluá y Deportivo Cali                                  | Junior Unión Jaguares Bucaramanga Alianza Medellín Envigado Águilas Doradas Patriotas Caldas Pereira Bogotá · Tolima Cortuluá Cali América Pasto Equipos de Bogotá: · La Equidad · Millonarios · Santa Fe Equipos de Medellín: · Atlético Nacional · Independiente Medellín |
| Santander       | 2 | Alianza Petrolera y Atlético Bucaramanga                                    | Junior Unión Jaguares Bucaramanga Alianza Medellín Envigado Águilas Doradas Patriotas Caldas Pereira Bogotá · Tolima Cortuluá Cali América Pasto Equipos de Bogotá: · La Equidad · Millonarios · Santa Fe Equipos de Medellín: · Atlético Nacional · Independiente Medellín |
| Atlántico       | 1 | Junior                                                                      | Junior Unión Jaguares Bucaramanga Alianza Medellín Envigado Águilas Doradas Patriotas Caldas Pereira Bogotá · Tolima Cortuluá Cali América Pasto Equipos de Bogotá: · La Equidad · Millonarios · Santa Fe Equipos de Medellín: · Atlético Nacional · Independiente Medellín |
| Boyacá          | 1 | Patriotas                                                                   | Junior Unión Jaguares Bucaramanga Alianza Medellín Envigado Águilas Doradas Patriotas Caldas Pereira Bogotá · Tolima Cortuluá Cali América Pasto Equipos de Bogotá: · La Equidad · Millonarios · Santa Fe Equipos de Medellín: · Atlético Nacional · Independiente Medellín |
| Caldas          | 1 | Once Caldas                                                                 | Junior Unión Jaguares Bucaramanga Alianza Medellín Envigado Águilas Doradas Patriotas Caldas Pereira Bogotá · Tolima Cortuluá Cali América Pasto Equipos de Bogotá: · La Equidad · Millonarios · Santa Fe Equipos de Medellín: · Atlético Nacional · Independiente Medellín |
| Córdoba         | 1 | Jaguares                                                                    | Junior Unión Jaguares Bucaramanga Alianza Medellín Envigado Águilas Doradas Patriotas Caldas Pereira Bogotá · Tolima Cortuluá Cali América Pasto Equipos de Bogotá: · La Equidad · Millonarios · Santa Fe Equipos de Medellín: · Atlético Nacional · Independiente Medellín |
| Magdalena       | 1 | Unión Magdalena                                                             | Junior Unión Jaguares Bucaramanga Alianza Medellín Envigado Águilas Doradas Patriotas Caldas Pereira Bogotá · Tolima Cortuluá Cali América Pasto Equipos de Bogotá: · La Equidad · Millonarios · Santa Fe Equipos de Medellín: · Atlético Nacional · Independiente Medellín |
| Nariño          | 1 | Deportivo Pasto                                                             | Junior Unión Jaguares Bucaramanga Alianza Medellín Envigado Águilas Doradas Patriotas Caldas Pereira Bogotá · Tolima Cortuluá Cali América Pasto Equipos de Bogotá: · La Equidad · Millonarios · Santa Fe Equipos de Medellín: · Atlético Nacional · Independiente Medellín |
| Risaralda       | 1 | Deportivo Pereira                                                           | Junior Unión Jaguares Bucaramanga Alianza Medellín Envigado Águilas Doradas Patriotas Caldas Pereira Bogotá · Tolima Cortuluá Cali América Pasto Equipos de Bogotá: · La Equidad · Millonarios · Santa Fe Equipos de Medellín: · Atlético Nacional · Independiente Medellín |
| Tolima          | 1 | Deportes Tolima                                                             | Junior Unión Jaguares Bucaramanga Alianza Medellín Envigado Águilas Doradas Patriotas Caldas Pereira Bogotá · Tolima Cortuluá Cali América Pasto Equipos de Bogotá: · La Equidad · Millonarios · Santa Fe Equipos de Medellín: · Atlético Nacional · Independiente Medellín |

## Todos contra todos

### Clasificación
| Pos. | Equipo                 | Pts. | PJ | G  | E  | P  | GF | GC | Dif. | Clasificación                         |
| ---- | ---------------------- | ---- | -- | -- | -- | -- | -- | -- | ---- | ------------------------------------- |
| 1    | Santa Fe               | 34   | 20 | 10 | 4  | 6  | 25 | 26 | −1   | Cuadrangulares semifinales.           |
| 2    | Águilas Doradas        | 33   | 20 | 8  | 9  | 3  | 23 | 15 | +8   | Cuadrangulares semifinales.           |
| 3    | Independiente Medellín | 33   | 20 | 9  | 6  | 5  | 30 | 25 | +5   | Cuadrangulares semifinales.           |
| 4    | Millonarios            | 32   | 20 | 9  | 5  | 6  | 29 | 19 | +10  | Cuadrangulares semifinales.           |
| 5    | Deportivo Pereira      | 32   | 20 | 9  | 5  | 6  | 26 | 21 | +5   | Cuadrangulares semifinales.           |
| 6    | Deportivo Pasto        | 32   | 20 | 9  | 5  | 6  | 24 | 23 | +1   | Cuadrangulares semifinales.           |
| 7    | América de Cali        | 31   | 20 | 7  | 10 | 3  | 21 | 11 | +10  | Cuadrangulares semifinales.           |
| 8    | Junior                 | 31   | 20 | 9  | 4  | 7  | 24 | 19 | +5   | Cuadrangulares semifinales.           |
| 9    | Atlético Nacional      | 30   | 20 | 7  | 9  | 4  | 31 | 25 | +6   |                                       |
| 10   | Once Caldas            | 30   | 20 | 7  | 9  | 4  | 21 | 18 | +3   |                                       |
| 11   | Atlético Bucaramanga   | 30   | 20 | 9  | 3  | 8  | 26 | 25 | +1   |                                       |
| 12   | Unión Magdalena        | 29   | 20 | 8  | 5  | 7  | 23 | 28 | −5   |                                       |
| 13   | La Equidad             | 28   | 20 | 6  | 10 | 4  | 28 | 27 | +1   |                                       |
| 14   | Deportes Tolima        | 26   | 20 | 6  | 8  | 6  | 23 | 22 | +1   |                                       |
| 15   | Envigado F. C.         | 26   | 20 | 7  | 5  | 8  | 22 | 22 | 0    |                                       |
| 16   | Jaguares               | 20   | 20 | 4  | 8  | 8  | 14 | 20 | −6   |                                       |
| 17   | Alianza Petrolera      | 17   | 20 | 4  | 5  | 11 | 24 | 32 | −8   |                                       |
| 18   | Deportivo Cali         | 16   | 20 | 3  | 7  | 10 | 22 | 35 | −13  |                                       |
| 19   | Patriotas              | 15   | 20 | 3  | 6  | 11 | 21 | 28 | −7   | Descenso a la Primera B por promedio. |
| 20   | Cortuluá               | 11   | 20 | 2  | 5  | 13 | 12 | 28 | −16  | Descenso a la Primera B por promedio. |

 Fuente: Dimayor

#### Evolución de la clasificación
| Equipo                 | Jornada | Jornada | Jornada | Jornada | Jornada | Jornada | Jornada | Jornada | Jornada | Jornada | Jornada | Jornada | Jornada | Jornada | Jornada | Jornada | Jornada | Jornada | Jornada | Jornada |
| Equipo                 | 1       | 2       | 3       | 4       | 5       | 6       | 7       | 8       | 9       | 10      | 11      | 12      | 13      | 14      | 15      | 16      | 17      | 18      | 19      | 20      |
| ---------------------- | ------- | ------- | ------- | ------- | ------- | ------- | ------- | ------- | ------- | ------- | ------- | ------- | ------- | ------- | ------- | ------- | ------- | ------- | ------- | ------- |
| Santa Fe               | 4       | 9       | 4       | 10      | 10      | 5       | 4       | 6       | 3       | 7       | 5       | 9       | 10      | 10      | 5       | 5       | 7       | 8       | 3       | 1       |
| Águilas Doradas        | 15      | 13      | 17      | 11      | 12      | 16      | 17      | 12      | 8       | 5       | 3       | 6       | 4       | 4       | 8       | 6       | 3       | 3       | 1       | 2       |
| Independiente Medellín | 9       | 4       | 5       | 8       | 9       | 10      | 15      | 10      | 14      | 12      | 9       | 10      | 9       | 9       | 4       | 4       | 5       | 6       | 9       | 3       |
| Millonarios            | 12      | 12      | 6       | 2       | 1       | 1       | 1       | 1       | 1       | 1       | 1       | 1       | 1       | 1       | 1       | 2       | 2       | 2       | 7       | 4       |
| Deportivo Pereira      | 19      | 19      | 10      | 7       | 8       | 15      | 8       | 5       | 7       | 9       | 11      | 7       | 8       | 7       | 3       | 7       | 8       | 10      | 10      | 5       |
| Deportivo Pasto        | 8       | 1       | 1       | 3       | 5       | 4       | 6       | 3       | 4       | 3       | 6       | 4       | 3       | 2       | 2       | 1       | 1       | 1       | 2       | 6       |
| América de Cali        | 13      | 14      | 15      | 15      | 19      | 13      | 13      | 9       | 11      | 4       | 7       | 3       | 5       | 6       | 9       | 11      | 11      | 9       | 4       | 7       |
| Junior                 | 20      | 5       | 8       | 4       | 4       | 6       | 5       | 7       | 5       | 8       | 10      | 13      | 14      | 12      | 12      | 9       | 9       | 11      | 11      | 8       |
| Atlético Nacional      | 10      | 17      | 20      | 17      | 14      | 7       | 9       | 11      | 9       | 10      | 8       | 5       | 7       | 5       | 6       | 3       | 4       | 5       | 8       | 9       |
| Once Caldas            | 3       | 10      | 3       | 6       | 3       | 3       | 2       | 4       | 6       | 6       | 4       | 8       | 6       | 8       | 10      | 8       | 6       | 4       | 5       | 10      |
| Atlético Bucaramanga   | 16      | 15      | 16      | 19      | 17      | 19      | 14      | 18      | 18      | 14      | 15      | 14      | 11      | 13      | 13      | 13      | 14      | 13      | 6       | 11      |
| Unión Magdalena        | 6       | 3       | 2       | 1       | 2       | 2       | 3       | 2       | 2       | 2       | 2       | 2       | 2       | 3       | 7       | 10      | 10      | 7       | 12      | 12      |
| La Equidad             | 5       | 11      | 11      | 14      | 11      | 12      | 12      | 13      | 12      | 11      | 12      | 11      | 12      | 11      | 11      | 12      | 12      | 14      | 13      | 13      |
| Deportes Tolima        | 11      | 2       | 7       | 9       | 13      | 14      | 16      | 17      | 17      | 17      | 17      | 15      | 15      | 15      | 14      | 16      | 15      | 15      | 14      | 14      |
| Envigado F. C.         | 14      | 18      | 14      | 18      | 16      | 17      | 18      | 15      | 15      | 16      | 13      | 12      | 13      | 14      | 15      | 14      | 13      | 12      | 15      | 15      |
| Jaguares               | 18      | 6       | 12      | 12      | 7       | 8       | 11      | 16      | 13      | 15      | 16      | 17      | 18      | 17      | 16      | 17      | 17      | 16      | 16      | 16      |
| Alianza Petrolera      | 1       | 7       | 9       | 5       | 6       | 11      | 7       | 8       | 10      | 13      | 14      | 16      | 16      | 16      | 18      | 15      | 16      | 17      | 17      | 17      |
| Deportivo Cali         | 17      | 20      | 18      | 20      | 20      | 20      | 20      | 20      | 20      | 20      | 20      | 19      | 20      | 20      | 20      | 19      | 19      | 19      | 19      | 18      |
| Patriotas              | 2       | 8       | 13      | 13      | 18      | 9       | 10      | 14      | 16      | 18      | 18      | 18      | 17      | 18      | 17      | 18      | 18      | 18      | 18      | 19      |
| Cortuluá               | 7       | 16      | 19      | 16      | 15      | 18      | 19      | 19      | 19      | 19      | 19      | 20      | 19      | 19      | 19      | 20      | 20      | 20      | 20      | 20      |

### Resultados
- La hora de cada encuentro corresponde al huso horario que rige a Colombia (UTC-5)

Nota: Los horarios se definen la semana previa a cada jornada. Todos los partidos son transmitidos en vivo por Win Sports+. El canal Win Sports transmite 5 partidos en vivo por fecha.
| Unión Magdalena      | 2 : 2 | Once Caldas            | Sierra Nevada             | 7 de julio   | 16:00 | Win Sports+ y Win Sports |
| Deportivo Pereira    | 1 : 2 | Alianza Petrolera      | Hernán Ramírez Villegas   | 7 de julio   | 18:05 | Win Sports+ y Win Sports |
| Patriotas            | 1 : 0 | Junior                 | La Independencia          | 7 de julio   | 20:10 | Win Sports+              |
| Envigado F. C.       | 0 : 0 | América de Cali        | Polideportivo Sur         | 9 de julio   | 15:15 | Win Sports+              |
| Millonarios          | 1 : 1 | Deportivo Pasto        | Nemesio Camacho El Campín | 9 de julio   | 18:00 | Win Sports+              |
| La Equidad           | 2 : 2 | Santa Fe               | Metropolitano de Techo    | 10 de julio  | 14:00 | Win Sports+ y Win Sports |
| Atlético Nacional    | 1 : 1 | Cortuluá               | Atanasio Girardot         | 10 de julio  | 18:10 | Win Sports+              |
| Deportes Tolima      | 1 : 1 | Independiente Medellín | Manuel Murillo Toro       | 10 de julio  | 20:15 | Win Sports+              |
| Deportivo Cali       | 2 : 2 | Jaguares               | Deportivo Cali            | 25 de agosto | 20:00 | Win Sports+              |
| Atlético Bucaramanga | 0 : 1 | Águilas Doradas        | Alfonso López             | 6 de octubre | 17:30 | Win Sports+              |

| Alianza Petrolera      | 0 : 1 | Unión Magdalena      | Daniel Villa Zapata            | 12 de julio      | 18:00 | Win Sports+ y Win Sports |
| Millonarios            | 0 : 0 | Atlético Bucaramanga | Nemesio Camacho El Campín      | 12 de julio      | 20:05 | Win Sports+              |
| Cortuluá               | 0 : 1 | Jaguares             | Doce de Octubre                | 13 de julio      | 14:00 | Win Sports+ y Win Sports |
| Deportivo Pasto        | 4 : 0 | Envigado F. C.       | Departamental Libertad         | 13 de julio      | 16:05 | Win Sports+ y Win Sports |
| Once Caldas            | 1 : 1 | La Equidad           | Palogrande                     | 13 de julio      | 18:10 | Win Sports+              |
| Junior                 | 3 : 1 | Atlético Nacional    | Metropolitano Roberto Meléndez | 13 de julio      | 20:15 | Win Sports+              |
| Águilas Doradas        | 2 : 2 | Santa Fe             | Alberto Grisales               | 14 de julio      | 16:00 | Win Sports+ y Win Sports |
| Independiente Medellín | 1 : 0 | Patriotas            | Atanasio Girardot              | 14 de julio      | 18:05 | Win Sports+              |
| Deportes Tolima        | 2 : 0 | Deportivo Cali       | Manuel Murillo Toro            | 14 de julio      | 20:15 | Win Sports+              |
| América de Cali        | 0 : 1 | Deportivo Pereira    | Olímpico Pascual Guerrero      | 15 de septiembre | 20:05 | Win Sports+              |

| Jaguares             | 0 : 1 | Deportivo Pasto        | Jaraguay                  | 16 de julio  | 16:00 | Win Sports+ y Win Sports |
| Atlético Nacional    | 1 : 2 | Millonarios            | Atanasio Girardot         | 16 de julio  | 18:05 | Win Sports+              |
| La Equidad           | 0 : 0 | Junior                 | Metropolitano de Techo    | 16 de julio  | 20:10 | Win Sports+              |
| Envigado F. C.       | 2 : 2 | Alianza Petrolera      | Polideportivo Sur         | 17 de julio  | 14:00 | Win Sports+ y Win Sports |
| Santa Fe             | 1 : 0 | Cortuluá               | Nemesio Camacho El Campín | 17 de julio  | 16:05 | Win Sports+              |
| Unión Magdalena      | 2 : 1 | Deportes Tolima        | Sierra Nevada             | 18 de julio  | 18:00 | Win Sports+ y Win Sports |
| Once Caldas          | 2 : 0 | Águilas Doradas        | Palogrande                | 18 de julio  | 20:05 | Win Sports+              |
| Deportivo Pereira    | 2 : 0 | Patriotas              | Hernán Ramírez Villegas   | 19 de julio  | 20:00 | Win Sports+ y Win Sports |
| Deportivo Cali       | 2 : 2 | Independiente Medellín | Deportivo Cali            | 21 de julio  | 20:00 | Win Sports+              |
| Atlético Bucaramanga | 0 : 2 | América de Cali        | Alfonso López             | 31 de agosto | 20:05 | Win Sports+              |

| Alianza Petrolera      | 3 : 1 | Atlético Bucaramanga | Daniel Villa Zapata            | 22 de julio | 18:00 | Win Sports+ y Win Sports |
| Millonarios            | 1 : 0 | Envigado F. C.       | Nemesio Camacho El Campín      | 22 de julio | 20:05 | Win Sports+              |
| Águilas Doradas        | 3 : 0 | La Equidad           | Alberto Grisales               | 23 de julio | 14:00 | Win Sports+ y Win Sports |
| Deportivo Pasto        | 1 : 2 | Unión Magdalena      | Departamental Libertad         | 23 de julio | 16:05 | Win Sports+ y Win Sports |
| Junior                 | 2 : 0 | Santa Fe             | Metropolitano Roberto Meléndez | 23 de julio | 18:10 | Win Sports+              |
| Deportes Tolima        | 2 : 2 | Atlético Nacional    | Manuel Murillo Toro            | 23 de julio | 20:05 | Win Sports+              |
| América de Cali        | 1 : 1 | Cortuluá             | Doce de Octubre                | 24 de julio | 14:45 | Win Sports+              |
| Independiente Medellín | 1 : 1 | Once Caldas          | Atanasio Girardot              | 24 de julio | 16:50 | Win Sports+              |
| Deportivo Pereira      | 2 : 1 | Deportivo Cali       | Hernán Ramírez Villegas        | 25 de julio | 16:40 | Win Sports+              |
| Patriotas              | 0 : 0 | Jaguares             | La Independencia               | 26 de julio | 16:40 | Win Sports+ y Win Sports |

| Cortuluá             | 1 : 0 | Independiente Medellín | Doce de Octubre           | 30 de julio | 14:00 | Win Sports+ y Win Sports |
| Jaguares             | 2 : 1 | Alianza Petrolera      | Jaraguay                  | 30 de julio | 16:05 | Win Sports+ y Win Sports |
| Once Caldas          | 2 : 1 | Deportivo Pereira      | Palogrande                | 31 de julio | 14:00 | Win Sports+              |
| Águilas Doradas      | 1 : 1 | Junior                 | Alberto Grisales          | 31 de julio | 16:05 | Win Sports+              |
| Unión Magdalena      | 0 : 2 | Millonarios            | Sierra Nevada             | 31 de julio | 18:10 | Win Sports+              |
| La Equidad           | 4 : 3 | Patriotas              | Metropolitano de Techo    | 31 de julio | 20:15 | Win Sports+ y Win Sports |
| Atlético Bucaramanga | 2 : 1 | Deportes Tolima        | Alfonso López             | 1 de agosto | 18:00 | Win Sports+ y Win Sports |
| Atlético Nacional    | 3 : 1 | Deportivo Pasto        | Atanasio Girardot         | 1 de agosto | 20:05 | Win Sports+              |
| Deportivo Cali       | 0 : 3 | Envigado F. C.         | Deportivo Cali            | 2 de agosto | 18:00 | Win Sports+              |
| Santa Fe             | 1 : 1 | América de Cali        | Nemesio Camacho El Campín | 2 de agosto | 20:05 | Win Sports+              |

| Independiente Medellín | 1 : 1 | La Equidad           | Atanasio Girardot              | 5 de agosto | 17:45 | Win Sports+              |
| Patriotas              | 3 : 0 | Cortuluá             | La Independencia               | 5 de agosto | 19:50 | Win Sports+ y Win Sports |
| Envigado F. C.         | 1 : 2 | Unión Magdalena      | Polideportivo Sur              | 6 de agosto | 14:00 | Win Sports+ y Win Sports |
| Deportes Tolima        | 2 : 2 | Jaguares             | Manuel Murillo Toro            | 6 de agosto | 16:05 | Win Sports+              |
| Alianza Petrolera      | 0 : 2 | Atlético Nacional    | Daniel Villa Zapata            | 6 de agosto | 18:10 | Win Sports+              |
| Millonarios            | 4 : 2 | Deportivo Cali       | Nemesio Camacho El Campín      | 6 de agosto | 20:15 | Win Sports+              |
| Deportivo Pasto        | 1 : 0 | Atlético Bucaramanga | Departamental Libertad         | 7 de agosto | 14:00 | Win Sports+ y Win Sports |
| Junior                 | 1 : 2 | Once Caldas          | Metropolitano Roberto Meléndez | 7 de agosto | 18:10 | Win Sports+              |
| Deportivo Pereira      | 0 : 1 | Santa Fe             | Hernán Ramírez Villegas        | 7 de agosto | 20:15 | Win Sports+ y Win Sports |
| América de Cali        | 2 : 0 | Águilas Doradas      | Olímpico Pascual Guerrero      | 9 de agosto | 19:30 | Win Sports+              |

| Atlético Bucaramanga | 1 : 0 | Unión Magdalena        | Alfonso López                  | 12 de agosto     | 19:40 | Win Sports+ y Win Sports |
| Cortuluá             | 0 : 2 | Alianza Petrolera      | Doce de Octubre                | 13 de agosto     | 15:15 | Win Sports+ y Win Sports |
| Santa Fe             | 2 : 1 | Deportes Tolima        | Nemesio Camacho El Campín      | 13 de agosto     | 17:30 | Win Sports+              |
| Junior               | 4 : 2 | Independiente Medellín | Metropolitano Roberto Meléndez | 13 de agosto     | 19:45 | Win Sports+              |
| Jaguares             | 1 : 2 | Deportivo Pereira      | Jaraguay                       | 14 de agosto     | 16:00 | Win Sports+ y Win Sports |
| Águilas Doradas      | 0 : 0 | Millonarios            | Alberto Grisales               | 14 de agosto     | 18:05 | Win Sports+              |
| Once Caldas          | 1 : 1 | Patriotas              | Palogrande                     | 15 de agosto     | 15:15 | Win Sports+ y Win Sports |
| La Equidad           | 0 : 0 | América de Cali        | Nemesio Camacho El Campín      | 15 de agosto     | 17:20 | Win Sports+              |
| Atlético Nacional    | 1 : 1 | Envigado F. C.         | Atanasio Girardot              | 1 de septiembre  | 19:30 | Win Sports+              |
| Deportivo Cali       | 2 : 0 | Deportivo Pasto        | Deportivo Cali                 | 14 de septiembre | 20:15 | Win Sports+              |

| Envigado F. C.         | 2 : 1 | Atlético Bucaramanga | Polideportivo Sur         | 19 de agosto | 16:00 | Win Sports+ y Win Sports |
| Alianza Petrolera      | 4 : 4 | Deportivo Cali       | Daniel Villa Zapata       | 19 de agosto | 19:30 | Win Sports+ y Win Sports |
| Deportivo Pereira      | 2 : 1 | Cortuluá             | Hernán Ramírez Villegas   | 20 de agosto | 14:00 | Win Sports+ y Win Sports |
| Patriotas              | 0 : 1 | Águilas Doradas      | La Independencia          | 20 de agosto | 16:05 | Win Sports+ y Win Sports |
| Millonarios            | 2 : 0 | Jaguares             | Nemesio Camacho El Campín | 20 de agosto | 18:10 | Win Sports+              |
| Independiente Medellín | 2 : 0 | Santa Fe             | Atanasio Girardot         | 20 de agosto | 20:15 | Win Sports+              |
| América de Cali        | 2 : 1 | Junior               | Olímpico Pascual Guerrero | 21 de agosto | 15:30 | Win Sports+              |
| Unión Magdalena        | 2 : 2 | Atlético Nacional    | Sierra Nevada             | 21 de agosto | 17:35 | Win Sports+              |
| Deportes Tolima        | 1 : 1 | La Equidad           | Manuel Murillo Toro       | 21 de agosto | 19:40 | Win Sports+ y Win Sports |
| Deportivo Pasto        | 2 : 0 | Once Caldas          | Departamental Libertad    | 22 de agosto | 20:00 | Win Sports+              |

| Once Caldas       | 1 : 1 | América de Cali        | Palogrande                     | 26 de agosto | 19:30 | Win Sports+              |
| Santa Fe          | 2 : 1 | Patriotas              | Nemesio Camacho El Campín      | 27 de agosto | 15:30 | Win Sports+ y Win Sports |
| Alianza Petrolera | 0 : 0 | Deportivo Pasto        | Daniel Villa Zapata            | 27 de agosto | 17:45 | Win Sports+ y Win Sports |
| Atlético Nacional | 3 : 2 | Atlético Bucaramanga   | Atanasio Girardot              | 27 de agosto | 20:00 | Win Sports+              |
| La Equidad        | 1 : 1 | Deportivo Pereira      | Metropolitano de Techo         | 28 de agosto | 14:00 | Win Sports+ y Win Sports |
| Cortuluá          | 1 : 4 | Millonarios            | Doce de Octubre                | 28 de agosto | 16:05 | Win Sports+              |
| Junior            | 2 : 1 | Deportes Tolima        | Metropolitano Roberto Meléndez | 28 de agosto | 18:10 | Win Sports+              |
| Águilas Doradas   | 3 : 0 | Independiente Medellín | Alberto Grisales               | 28 de agosto | 20:15 | Win Sports+              |
| Jaguares          | 0 : 0 | Envigado F. C.         | Jaraguay                       | 29 de agosto | 18:00 | Win Sports+ y Win Sports |
| Deportivo Cali    | 2 : 2 | Unión Magdalena        | Deportivo Cali                 | 29 de agosto | 20:05 | Win Sports+              |

| Atlético Bucaramanga   | 3 : 1 | Alianza Petrolera | Alfonso López             | 3 de septiembre | 16:05 | Win Sports+ y Win Sports |
| Deportes Tolima        | 0 : 0 | Cortuluá          | Manuel Murillo Toro       | 3 de septiembre | 18:10 | Win Sports+              |
| Millonarios            | 2 : 0 | Santa Fe          | Nemesio Camacho El Campín | 3 de septiembre | 20:15 | Win Sports+              |
| Deportivo Pereira      | 1 : 1 | Once Caldas       | Hernán Ramírez Villegas   | 4 de septiembre | 14:00 | Win Sports+              |
| Unión Magdalena        | 2 : 1 | Junior            | Sierra Nevada             | 4 de septiembre | 16:05 | Win Sports+              |
| Independiente Medellín | 4 : 3 | Atlético Nacional | Atanasio Girardot         | 4 de septiembre | 18:10 | Win Sports+              |
| América de Cali        | 1 : 0 | Deportivo Cali    | Olímpico Pascual Guerrero | 4 de septiembre | 20:15 | Win Sports+              |
| Deportivo Pasto        | 2 : 1 | Jaguares          | Departamental Libertad    | 5 de septiembre | 18:00 | Win Sports+ y Win Sports |
| Patriotas              | 2 : 3 | La Equidad        | La Independencia          | 5 de septiembre | 20:05 | Win Sports+ y Win Sports |
| Envigado F. C.         | 0 : 1 | Águilas Doradas   | Polideportivo Sur         | 6 de septiembre | 16:00 | Win Sports+ y Win Sports |

| Patriotas              | 1 : 1 | Deportes Tolima      | La Independencia               | 9 de septiembre  | 19:40 | Win Sports+ y Win Sports |
| Cortuluá               | 1 : 2 | Unión Magdalena      | Doce de Octubre                | 10 de septiembre | 14:00 | Win Sports+ y Win Sports |
| Junior                 | 0 : 0 | Deportivo Pereira    | Metropolitano Roberto Meléndez | 10 de septiembre | 16:05 | Win Sports+              |
| Independiente Medellín | 2 : 0 | América de Cali      | Atanasio Girardot              | 10 de septiembre | 18:10 | Win Sports+              |
| Santa Fe               | 2 : 1 | Deportivo Pasto      | Nemesio Camacho El Campín      | 10 de septiembre | 20:15 | Win Sports+              |
| Once Caldas            | 2 : 1 | Millonarios          | Palogrande                     | 11 de septiembre | 14:00 | Win Sports+              |
| Jaguares               | 0 : 1 | Atlético Nacional    | Jaraguay                       | 11 de septiembre | 16:05 | Win Sports+              |
| La Equidad             | 0 : 1 | Envigado F. C.       | Metropolitano de Techo         | 11 de septiembre | 18:10 | Win Sports+ y Win Sports |
| Deportivo Cali         | 1 : 1 | Atlético Bucaramanga | Deportivo Cali                 | 11 de septiembre | 20:15 | Win Sports+ y Win Sports |
| Águilas Doradas        | 1 : 0 | Alianza Petrolera    | Alberto Grisales               | 12 de septiembre | 20:00 | Win Sports+ y Win Sports |

| Alianza Petrolera    | 1 : 2 | La Equidad             | Daniel Villa Zapata       | 16 de septiembre | 18:00 | Win Sports+ y Win Sports |
| Atlético Bucaramanga | 2 : 1 | Santa Fe               | Alfonso López             | 16 de septiembre | 20:05 | Win Sports+              |
| Envigado F. C.       | 3 : 2 | Cortuluá               | Polideportivo Sur         | 17 de septiembre | 14:00 | Win Sports+              |
| Deportes Tolima      | 1 : 0 | Once Caldas            | Manuel Murillo Toro       | 17 de septiembre | 16:05 | Win Sports+              |
| Unión Magdalena      | 1 : 0 | Jaguares               | Sierra Nevada             | 17 de septiembre | 18:10 | Win Sports+ y Win Sports |
| Deportivo Pasto      | 2 : 1 | Junior                 | Departamental Libertad    | 18 de septiembre | 15:30 | Win Sports+              |
| Atlético Nacional    | 3 : 0 | Deportivo Cali         | Atanasio Girardot         | 18 de septiembre | 17:35 | Win Sports+              |
| América de Cali      | 2 : 0 | Patriotas              | Olímpico Pascual Guerrero | 18 de septiembre | 19:40 | Win Sports+              |
| Deportivo Pereira    | 2 : 2 | Águilas Doradas        | Hernán Ramírez Villegas   | 19 de septiembre | 20:00 | Win Sports+ y Win Sports |
| Millonarios          | 1 : 2 | Independiente Medellín | Nemesio Camacho El Campín | 26 de octubre    | 20:00 | Win Sports+              |

| Jaguares               | 0 : 1 | Atlético Bucaramanga | Jaraguay                       | 20 de septiembre | 18:00 | Win Sports+ y Win Sports |
| Once Caldas            | 1 : 0 | Envigado F. C.       | Palogrande                     | 20 de septiembre | 20:05 | Win Sports+              |
| Cortuluá               | 2 : 0 | Deportivo Cali       | Doce de Octubre                | 21 de septiembre | 14:00 | Win Sports+ y Win Sports |
| La Equidad             | 2 : 3 | Deportivo Pasto      | Metropolitano de Techo         | 21 de septiembre | 16:05 | Win Sports+ y Win Sports |
| América de Cali        | 0 : 0 | Deportes Tolima      | Olímpico Pascual Guerrero      | 21 de septiembre | 18:10 | Win Sports+              |
| Junior                 | 0 : 1 | Millonarios          | Metropolitano Roberto Meléndez | 21 de septiembre | 20:15 | Win Sports+              |
| Patriotas              | 0 : 0 | Alianza Petrolera    | La Independencia               | 22 de septiembre | 14:00 | Win Sports+ y Win Sports |
| Águilas Doradas        | 2 : 0 | Unión Magdalena      | Alberto Grisales               | 22 de septiembre | 16:05 | Win Sports+ y Win Sports |
| Independiente Medellín | 2 : 1 | Deportivo Pereira    | Metropolitano Ciudad de Itagüí | 22 de septiembre | 18:10 | Win Sports+              |
| Santa Fe               | 1 : 1 | Atlético Nacional    | Nemesio Camacho El Campín      | 29 de septiembre | 20:00 | Win Sports+              |

| Atlético Bucaramanga | 0 : 0 | Once Caldas            | Alfonso López             | 24 de septiembre | 14:00 | Win Sports+              |
| Millonarios          | 2 : 2 | América de Cali        | Nemesio Camacho El Campín | 24 de septiembre | 16:30 | Win Sports+              |
| Envigado F. C.       | 1 : 2 | Independiente Medellín | Polideportivo Sur         | 25 de septiembre | 14:00 | Win Sports+ y Win Sports |
| Unión Magdalena      | 0 : 2 | Santa Fe               | Sierra Nevada             | 25 de septiembre | 16:05 | Win Sports+              |
| Alianza Petrolera    | 0 : 1 | Junior                 | Daniel Villa Zapata       | 25 de septiembre | 18:10 | Win Sports+              |
| Deportes Tolima      | 1 : 3 | Deportivo Pereira      | Manuel Murillo Toro       | 25 de septiembre | 20:15 | Win Sports+ y Win Sports |
| Deportivo Cali       | 1 : 2 | La Equidad             | Deportivo Cali            | 26 de septiembre | 16:00 | Win Sports+              |
| Jaguares             | 0 : 0 | Águilas Doradas        | Jaraguay                  | 26 de septiembre | 18:00 | Win Sports+ y Win Sports |
| Atlético Nacional    | 1 : 0 | Patriotas              | Atanasio Girardot         | 26 de septiembre | 20:05 | Win Sports+              |
| Deportivo Pasto      | 1 : 0 | Cortuluá               | Departamental Libertad    | 27 de septiembre | 19:00 | Win Sports+ y Win Sports |

| Independiente Medellín | 3 : 1 | Alianza Petrolera    | Atanasio Girardot              | 30 de septiembre | 20:00 | Win Sports+              |
| Cortuluá               | 0 : 2 | Atlético Bucaramanga | Doce de Octubre                | 1 de octubre     | 14:00 | Win Sports+ y Win Sports |
| Once Caldas            | 0 : 1 | Jaguares             | Palogrande                     | 1 de octubre     | 16:05 | Win Sports+ y Win Sports |
| La Equidad             | 1 : 0 | Millonarios          | Metropolitano de Techo         | 1 de octubre     | 18:10 | Win Sports+              |
| Águilas Doradas        | 1 : 2 | Deportes Tolima      | Alberto Grisales               | 1 de octubre     | 20:15 | Win Sports+              |
| Deportivo Pereira      | 2 : 0 | Deportivo Pasto      | Hernán Ramírez Villegas        | 2 de octubre     | 14:00 | Win Sports+ y Win Sports |
| Junior                 | 1 : 0 | Deportivo Cali       | Metropolitano Roberto Meléndez | 2 de octubre     | 16:05 | Win Sports+              |
| América de Cali        | 0 : 0 | Atlético Nacional    | Olímpico Pascual Guerrero      | 2 de octubre     | 18:10 | Win Sports+              |
| Santa Fe               | 1 : 0 | Envigado F. C.       | Nemesio Camacho El Campín      | 2 de octubre     | 20:15 | Win Sports+              |
| Patriotas              | 3 : 1 | Unión Magdalena      | La Independencia               | 3 de octubre     | 20:00 | Win Sports+ y Win Sports |

| Envigado F. C.       | 3 : 2 | Patriotas              | Polideportivo Sur         | 7 de octubre  | 16:00 | Win Sports+ y Win Sports |
| Jaguares             | 1 : 1 | La Equidad             | Jaraguay                  | 7 de octubre  | 19:45 | Win Sports+ y Win Sports |
| Cortuluá             | 0 : 1 | Once Caldas            | Doce de Octubre           | 8 de octubre  | 14:00 | Win Sports+ y Win Sports |
| Deportivo Pasto      | 2 : 1 | Deportes Tolima        | Departamental Libertad    | 8 de octubre  | 20:00 | Win Sports+              |
| Atlético Nacional    | 1 : 1 | Águilas Doradas        | Atanasio Girardot         | 9 de octubre  | 15:30 | Win Sports+              |
| Deportivo Cali       | 1 : 0 | América de Cali        | Deportivo Cali            | 9 de octubre  | 17:35 | Win Sports+              |
| Atlético Bucaramanga | 0 : 1 | Junior                 | Alfonso López             | 9 de octubre  | 19:40 | Win Sports+              |
| Unión Magdalena      | 0 : 2 | Independiente Medellín | Sierra Nevada             | 10 de octubre | 16:00 | Win Sports+              |
| Alianza Petrolera    | 4 : 0 | Santa Fe               | Daniel Villa Zapata       | 10 de octubre | 19:45 | Win Sports+ y Win Sports |
| Millonarios          | 0 : 1 | Deportivo Pereira      | Nemesio Camacho El Campín | 19 de octubre | 18:00 | Win Sports+              |

| Santa Fe               | 3 : 2 | Millonarios          | Nemesio Camacho El Campín      | 5 de octubre  | 19:30 | Win Sports+              |
| Patriotas              | 1 : 1 | Deportivo Pasto      | La Independencia               | 11 de octubre | 16:00 | Win Sports+ y Win Sports |
| La Equidad             | 1 : 1 | Cortuluá             | Metropolitano de Techo         | 11 de octubre | 18:05 | Win Sports+ y Win Sports |
| Deportivo Pereira      | 0 : 2 | Envigado F. C.       | Hernán Ramírez Villegas        | 11 de octubre | 20:10 | Win Sports+ y Win Sports |
| Águilas Doradas        | 2 : 2 | Deportivo Cali       | Alberto Grisales               | 12 de octubre | 18:00 | Win Sports+              |
| América de Cali        | 1 : 1 | Jaguares             | Olímpico Pascual Guerrero      | 12 de octubre | 20:05 | Win Sports+              |
| Deportes Tolima        | 2 : 0 | Alianza Petrolera    | Manuel Murillo Toro            | 13 de octubre | 15:10 | Win Sports+ y Win Sports |
| Junior                 | 1 : 1 | Unión Magdalena      | Metropolitano Roberto Meléndez | 13 de octubre | 18:00 | Win Sports+              |
| Once Caldas            | 1 : 0 | Atlético Nacional    | Palogrande                     | 13 de octubre | 20:05 | Win Sports+              |
| Independiente Medellín | 1 : 2 | Atlético Bucaramanga | Atanasio Girardot              | 19 de octubre | 20:05 | Win Sports+              |

| Atlético Nacional    | 3 : 2 | Independiente Medellín | Atanasio Girardot         | 6 de octubre  | 20:00 | Win Sports+              |
| Deportivo Pasto      | 1 : 1 | Águilas Doradas        | Departamental Libertad    | 15 de octubre | 18:05 | Win Sports+ y Win Sports |
| Atlético Bucaramanga | 3 : 1 | La Equidad             | Alfonso López             | 15 de octubre | 20:10 | Win Sports+ y Win Sports |
| Cortuluá             | 0 : 1 | Deportes Tolima        | Doce de Octubre           | 16 de octubre | 14:00 | Win Sports+              |
| Unión Magdalena      | 2 : 0 | Deportivo Pereira      | Sierra Nevada             | 16 de octubre | 16:05 | Win Sports+              |
| Millonarios          | 0 : 0 | Patriotas              | Nemesio Camacho El Campín | 16 de octubre | 18:10 | Win Sports+              |
| Jaguares             | 2 : 1 | Santa Fe               | Jaraguay                  | 16 de octubre | 20:15 | Win Sports+ y Win Sports |
| Envigado F. C.       | 2 : 0 | Junior                 | Polideportivo Sur         | 17 de octubre | 15:30 | Win Sports+              |
| Deportivo Cali       | 1 : 1 | Once Caldas            | Deportivo Cali            | 17 de octubre | 17:35 | Win Sports+ y Win Sports |
| Alianza Petrolera    | 0 : 2 | América de Cali        | Daniel Villa Zapata       | 17 de octubre | 19:40 | Win Sports+              |

| La Equidad             | 4 : 1 | Unión Magdalena      | Metropolitano de Techo         | 21 de octubre | 18:05 | Win Sports+ y Win Sports |
| Águilas Doradas        | 1 : 0 | Envigado F. C.       | Alberto Grisales               | 21 de octubre | 20:10 | Win Sports+ y Win Sports |
| Santa Fe               | 1 : 0 | Deportivo Cali       | Nemesio Camacho El Campín      | 22 de octubre | 14:00 | Win Sports+              |
| América de Cali        | 4 : 0 | Deportivo Pasto      | Olímpico Pascual Guerrero      | 22 de octubre | 16:05 | Win Sports+              |
| Deportes Tolima        | 1 : 0 | Millonarios          | Manuel Murillo Toro            | 22 de octubre | 18:10 | Win Sports+              |
| Independiente Medellín | 0 : 0 | Jaguares             | Atanasio Girardot              | 22 de octubre | 20:15 | Win Sports+ y Win Sports |
| Patriotas              | 3 : 4 | Atlético Bucaramanga | La Independencia               | 23 de octubre | 14:00 | Win Sports+              |
| Deportivo Pereira      | 1 : 1 | Atlético Nacional    | Hernán Ramírez Villegas        | 23 de octubre | 16:05 | Win Sports+              |
| Junior                 | 2 : 1 | Cortuluá             | Metropolitano Roberto Meléndez | 23 de octubre | 18:10 | Win Sports+              |
| Once Caldas            | 1 : 1 | Alianza Petrolera    | Palogrande                     | 23 de octubre | 20:15 | Win Sports+ y Win Sports |

| Envigado F. C.       | 1 : 1 | Deportes Tolima        | Polideportivo Sur         | 29 de octubre | 16:00 | Win Sports+                          |
| Deportivo Cali       | 1 : 0 | Patriotas              | Deportivo Cali            | 29 de octubre | 18:05 | Win Sports+                          |
| Unión Magdalena      | 0 : 0 | América de Cali        | Sierra Nevada             | 30 de octubre | 16:00 | Win Sports+                          |
| Atlético Nacional    | 1 : 1 | La Equidad             | Atanasio Girardot         | 30 de octubre | 16:00 | Win Sports                           |
| Alianza Petrolera    | 2 : 4 | Millonarios            | Daniel Villa Zapata       | 30 de octubre | 16:00 | Win Sports Online y www.winsports.co |
| Santa Fe             | 2 : 1 | Once Caldas            | Nemesio Camacho El Campín | 30 de octubre | 16:00 | Win Sports Online y www.winsports.co |
| Atlético Bucaramanga | 1 : 3 | Deportivo Pereira      | Alfonso López             | 30 de octubre | 16:00 | Win Sports Online y www.winsports.co |
| Jaguares             | 0 : 2 | Junior                 | Jaraguay                  | 30 de octubre | 16:00 | Win Sports Online y www.winsports.co |
| Deportivo Pasto      | 0 : 0 | Independiente Medellín | Departamental Libertad    | 30 de octubre | 16:00 | Win Sports Online y www.winsports.co |
| Cortuluá             | 0 : 0 | Águilas Doradas        | Doce de Octubre           | 30 de octubre | 16:00 | Win Sports Online y www.winsports.co |

## Cuadrangulares semifinales
- La hora de cada encuentro corresponde al huso horario que rige a Colombia (UTC-5)

La segunda fase del Torneo Finalización 2022 fueron los cuadrangulares semifinales. Estos los disputaron los ocho mejores equipos del torneo distribuidos en dos grupos de cuatro equipos. Los dos primeros de la fase todos contra todos fueron cabezas de los grupos A y B, respectivamente, mientras que los seis equipos restantes fueron sorteados según su posición para integrar los dos grupos: el 3.° fue emparejado con el 4.° y lo sembró en el otro grupo y de igual manera con el 5.° y 6.° y el 7.° y 8.°. Los ganadores de cada grupo de los cuadrangulares se enfrentaron en la gran final para definir al campeón del torneo. El sorteo de los cuadrangulares semifinales se llevó a cabo el domingo 30 de octubre de 2022, al finalizar la fecha 20 de la fase todos contra todos.
|  |                                     |
|  | Clasificados a la final del torneo. |
|  | Eliminados.                         |

### Grupo A
| Pos. | Equipo            | Pts. | PJ | G | E | P | GF | GC | Dif. |  |
| ---- | ----------------- | ---- | -- | - | - | - | -- | -- | ---- |  |
| 1    | Deportivo Pereira | 12   | 6  | 4 | 0 | 2 | 13 | 9  | +4   |  |
| 2    | Millonarios       | 11   | 6  | 3 | 2 | 1 | 7  | 4  | +3   |  |
| 3    | Santa Fe          | 9    | 6  | 2 | 3 | 1 | 8  | 9  | −1   |  |
| 4    | Junior            | 1    | 6  | 0 | 1 | 5 | 5  | 11 | −6   |  |

| Equipo / Jornada  | 1 | 2 | 3 | 4 | 5 | 6 |
| ----------------- | - | - | - | - | - | - |
| Deportivo Pereira | 1 | 3 | 3 | 3 | 2 | 1 |
| Millonarios       | 3 | 2 | 1 | 2 | 1 | 2 |
| Santa Fe          | 2 | 1 | 2 | 1 | 3 | 3 |
| Junior            | 4 | 4 | 4 | 4 | 4 | 4 |

| Primera | Millonarios       | 1 : 1 | Santa Fe          | Nemesio Camacho El Campín      | 6 de noviembre  | 16:00 | Win Sports+ |
| Primera | Deportivo Pereira | 4 : 3 | Junior            | Hernán Ramírez Villegas        | 6 de noviembre  | 19:00 | Win Sports+ |
| Segunda | Santa Fe          | 2 : 0 | Deportivo Pereira | Nemesio Camacho El Campín      | 9 de noviembre  | 18:15 | Win Sports+ |
| Segunda | Junior            | 0 : 1 | Millonarios       | Metropolitano Roberto Meléndez | 9 de noviembre  | 20:20 | Win Sports+ |
| Tercera | Santa Fe          | 0 : 0 | Junior            | Nemesio Camacho El Campín      | 13 de noviembre | 16:00 | Win Sports+ |
| Tercera | Millonarios       | 2 : 0 | Deportivo Pereira | Nemesio Camacho El Campín      | 14 de noviembre | 16:00 | Win Sports+ |
| Cuarta  | Junior            | 2 : 3 | Santa Fe          | Metropolitano Roberto Meléndez | 23 de noviembre | 18:30 | Win Sports+ |
| Cuarta  | Deportivo Pereira | 2 : 1 | Millonarios       | Hernán Ramírez Villegas        | 23 de noviembre | 20:35 | Win Sports+ |
| Quinta  | Millonarios       | 1 : 0 | Junior            | Nemesio Camacho El Campín      | 27 de noviembre | 18:00 | Win Sports+ |
| Quinta  | Deportivo Pereira | 5 : 1 | Santa Fe          | Hernán Ramírez Villegas        | 27 de noviembre | 20:05 | Win Sports+ |
| Sexta   | Santa Fe          | 1 : 1 | Millonarios       | Nemesio Camacho El Campín      | 30 de noviembre | 20:35 | Win Sports+ |
| Sexta   | Junior            | 0 : 2 | Deportivo Pereira | Metropolitano Roberto Meléndez | 30 de noviembre | 20:35 | Win Sports  |

### Grupo B
| Pos. | Equipo                 | Pts. | PJ | G | E | P | GF | GC | Dif. |  |
| ---- | ---------------------- | ---- | -- | - | - | - | -- | -- | ---- |  |
| 1    | Independiente Medellín | 11   | 6  | 3 | 2 | 1 | 6  | 3  | +3   |  |
| 2    | Águilas Doradas        | 10   | 6  | 3 | 1 | 2 | 9  | 7  | +2   |  |
| 3    | Deportivo Pasto        | 8    | 6  | 2 | 2 | 2 | 6  | 6  | 0    |  |
| 4    | América de Cali        | 4    | 6  | 1 | 1 | 4 | 4  | 9  | −5   |  |

| Equipo / Jornada       | 1 | 2 | 3 | 4 | 5 | 6 |
| ---------------------- | - | - | - | - | - | - |
| Independiente Medellín | 2 | 2 | 2 | 2 | 1 | 1 |
| Águilas Doradas        | 1 | 1 | 1 | 1 | 2 | 2 |
| Deportivo Pasto        | 3 | 3 | 4 | 3 | 3 | 3 |
| América de Cali        | 4 | 4 | 3 | 4 | 4 | 4 |

| Primera | Águilas Doradas        | 2 : 0 | América de Cali        | Alberto Grisales          | 5 de noviembre  | 16:30 | Win Sports+ |
| Primera | Independiente Medellín | 0 : 0 | Deportivo Pasto        | Atanasio Girardot         | 5 de noviembre  | 19:30 | Win Sports+ |
| Segunda | Deportivo Pasto        | 0 : 1 | Águilas Doradas        | Departamental Libertad    | 8 de noviembre  | 18:15 | Win Sports+ |
| Segunda | América de Cali        | 0 : 2 | Independiente Medellín | Olímpico Pascual Guerrero | 8 de noviembre  | 20:20 | Win Sports+ |
| Tercera | Águilas Doradas        | 1 : 0 | Independiente Medellín | Alberto Grisales          | 12 de noviembre | 19:00 | Win Sports+ |
| Tercera | América de Cali        | 2 : 1 | Deportivo Pasto        | Olímpico Pascual Guerrero | 13 de noviembre | 19:00 | Win Sports+ |
| Cuarta  | Independiente Medellín | 2 : 1 | Águilas Doradas        | Atanasio Girardot         | 22 de noviembre | 20:35 | Win Sports+ |
| Cuarta  | Deportivo Pasto        | 1 : 0 | América de Cali        | Departamental Libertad    | 23 de noviembre | 18:30 | Win Sports  |
| Quinta  | Águilas Doradas        | 3 : 4 | Deportivo Pasto        | Alberto Grisales          | 26 de noviembre | 18:00 | Win Sports+ |
| Quinta  | Independiente Medellín | 2 : 1 | América de Cali        | Atanasio Girardot         | 26 de noviembre | 20:05 | Win Sports+ |
| Sexta   | Deportivo Pasto        | 0 : 0 | Independiente Medellín | Departamental Libertad    | 30 de noviembre | 18:30 | Win Sports+ |
| Sexta   | América de Cali        | 1 : 1 | Águilas Doradas        | Olímpico Pascual Guerrero | 30 de noviembre | 18:30 | Win Sports  |

1. ↑  El partido Deportivo Pasto vs. América de Cali fue inicialmente programado para el día 22 de noviembre a las 18:30 horas, pero fue postergado para el día siguiente por inconvenientes en el viaje del club América de Cali a la ciudad de Pasto.[35]

## Final
- La hora de cada encuentro corresponde al huso horario que rige a Colombia (UTC-5).

| 4 de diciembre de 2022 | Independiente Medellín | 1:1 (1:1) | Deportivo Pereira | Estadio Atanasio Girardot, Medellín                                             |                                                                                 |
| 18:00                  | Cambindo 38'           | Reporte   | Castro 42'        | Asistencia: 42 910 espectadores Árbitro(s): Carlos Betancur VAR: Kéiner Jiménez | Asistencia: 42 910 espectadores Árbitro(s): Carlos Betancur VAR: Kéiner Jiménez |

| 7 de diciembre de 2022 | Deportivo Pereira                            | 0:0 (4:3 p.)               | Independiente Medellín                          | Estadio Hernán Ramírez Villegas, Pereira         |                                                  |
| 19:00                  |                                              | Reporte                    |                                                 | Árbitro(s): Carlos Ortega VAR: Nicolás Rodríguez | Árbitro(s): Carlos Ortega VAR: Nicolás Rodríguez |
|                        |                                              | Tiros desde el punto penal |                                                 |                                                  |                                                  |
|                        | Ramírez · Castro · Medina · Zuluaga · Berrío |                            | Cadavid · Arregui · Hernández · Pardo · Marrugo |                                                  |                                                  |

|                                       |
| Bandera de Colombia                   |
| Campeón Deportivo Pereira 1.er título |

## Estadísticas

### Goleadores
| Jugador         | Equipos                | Goles | PJ | Media |
| --------------- | ---------------------- | ----- | -- | ----- |
| Leonardo Castro | Deportivo Pereira      | 15    | 26 | 0.58  |
| Marco Pérez     | Águilas Doradas        | 12    | 26 | 0.46  |
| Jefferson Duque | Atlético Nacional      | 11    | 19 | 0.58  |
| Diber Cambindo  | Independiente Medellín | 11    | 26 | 0.42  |
| Ricardo Márquez | Unión Magdalena        | 9     | 16 | 0.56  |
| Carlos Bacca    | Junior                 | 9     | 20 | 0.45  |
| Dayro Moreno    | Atlético Bucaramanga   | 9     | 20 | 0.45  |
| Wilson Morelo   | Santa Fe               | 9     | 26 | 0.35  |
| Ayron del Valle | Once Caldas            | 8     | 18 | 0.44  |
| Jesús Hernández | Envigado F. C.         | 8     | 20 | 0.4   |

Fuente: Dimayor

### Asistencias
| Jugador          | Equipos                | Asistencias | PJ |
| ---------------- | ---------------------- | ----------- | -- |
| Auli Oliveros    | Águilas Doradas        | 8           | 23 |
| Andrés Ricaurte  | Independiente Medellín | 6           | 26 |
| Harrison Mojica  | Alianza Petrolera      | 5           | 19 |
| Matías Mier      | Santa Fe               | 5           | 25 |
| Esneyder Mena    | América de Cali        | 5           | 26 |
| Andrés Ibargüen  | Deportes Tolima        | 4           | 10 |
| Jeison Lucumí    | Deportes Tolima        | 4           | 15 |
| Carmelo Valencia | Junior                 | 4           | 16 |
| Mariano Vázquez  | Deportivo Pasto        | 4           | 17 |
| Henry Mosquera   | Envigado F. C.         | 4           | 20 |

Fuente: Dimayor

## Clasificación a torneos internacionales
| Clasificado como | Copa Libertadores 2023 | Copa Sudamericana 2023 |
| ---------------- | ---------------------- | ---------------------- |
| Colombia 1       | Atlético Nacional      | Deportes Tolima        |
| Colombia 2       | Deportivo Pereira      | Junior                 |
| Colombia 3       | Independiente Medellín | Santa Fe               |
| Colombia 4       | Millonarios            | Águilas Doradas        |

## Cambios de categoría al final de temporada
| Descenso | Cortuluá Patriotas |

| Ascenso | Boyacá Chicó Atlético Huila |